# Pfarrkirche Steinberg an der Rabnitz

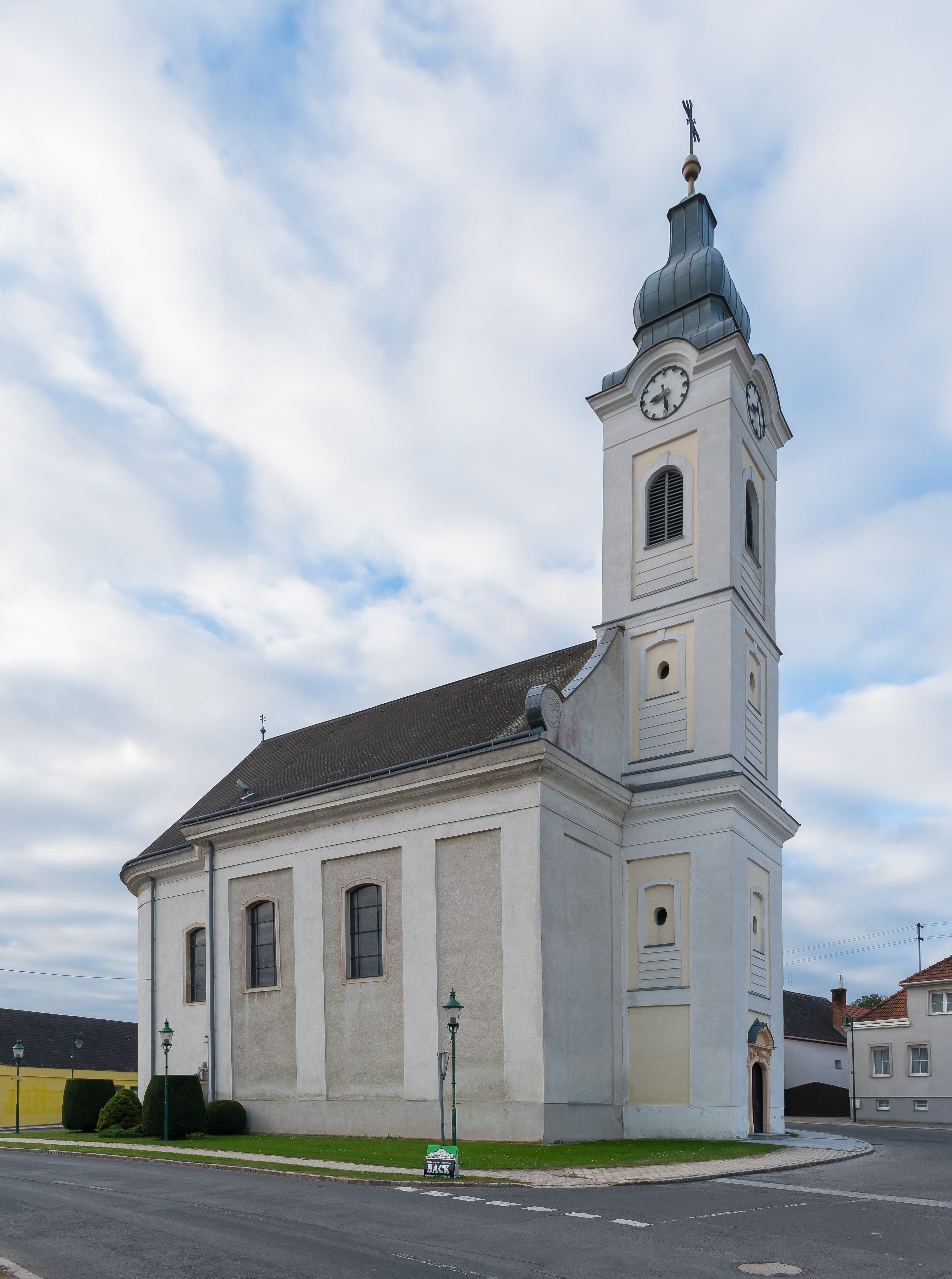
Kath. Pfarrkirche hl. Wenzel in Steinberg an der Rabnitz

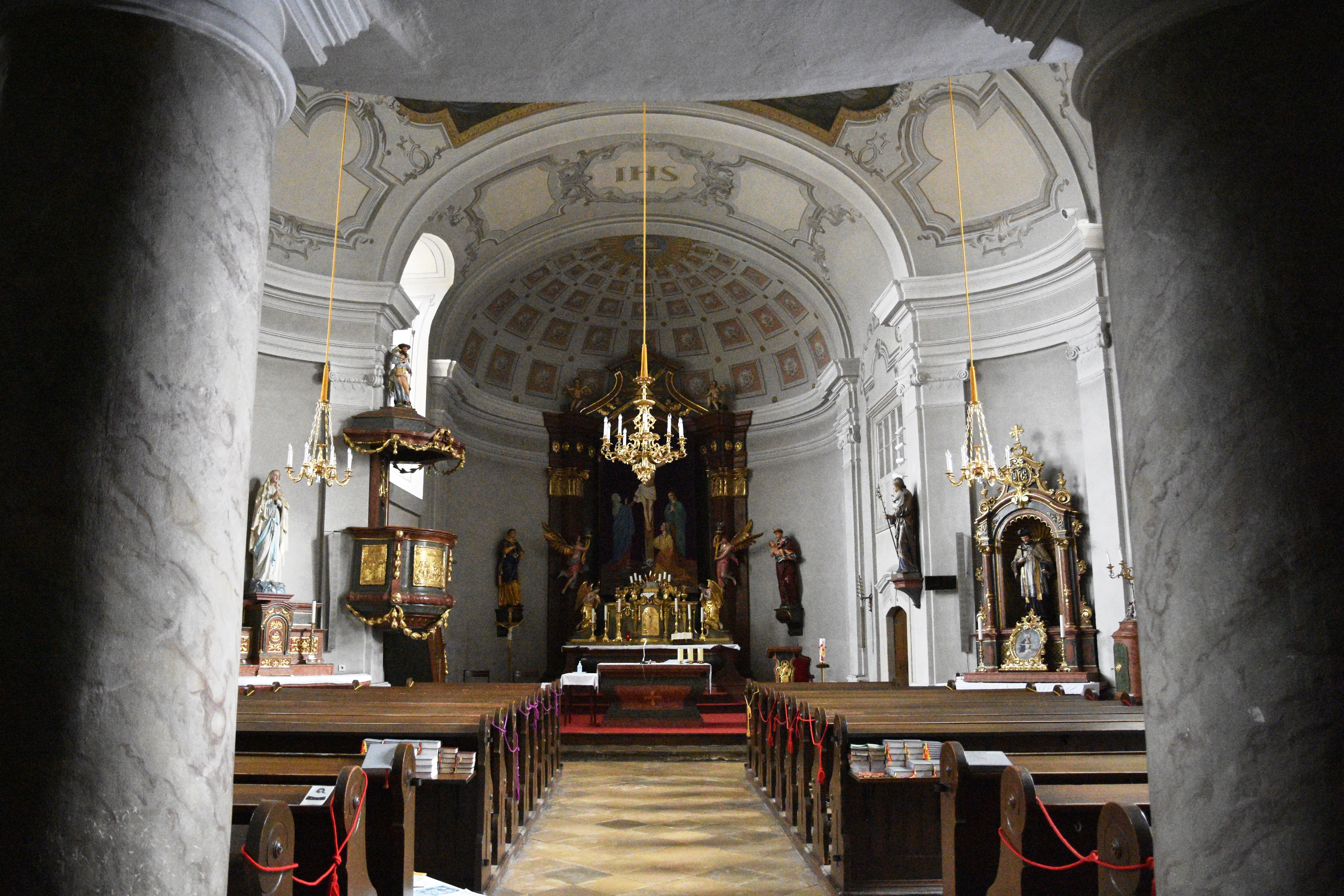
Innenansicht der Kirche

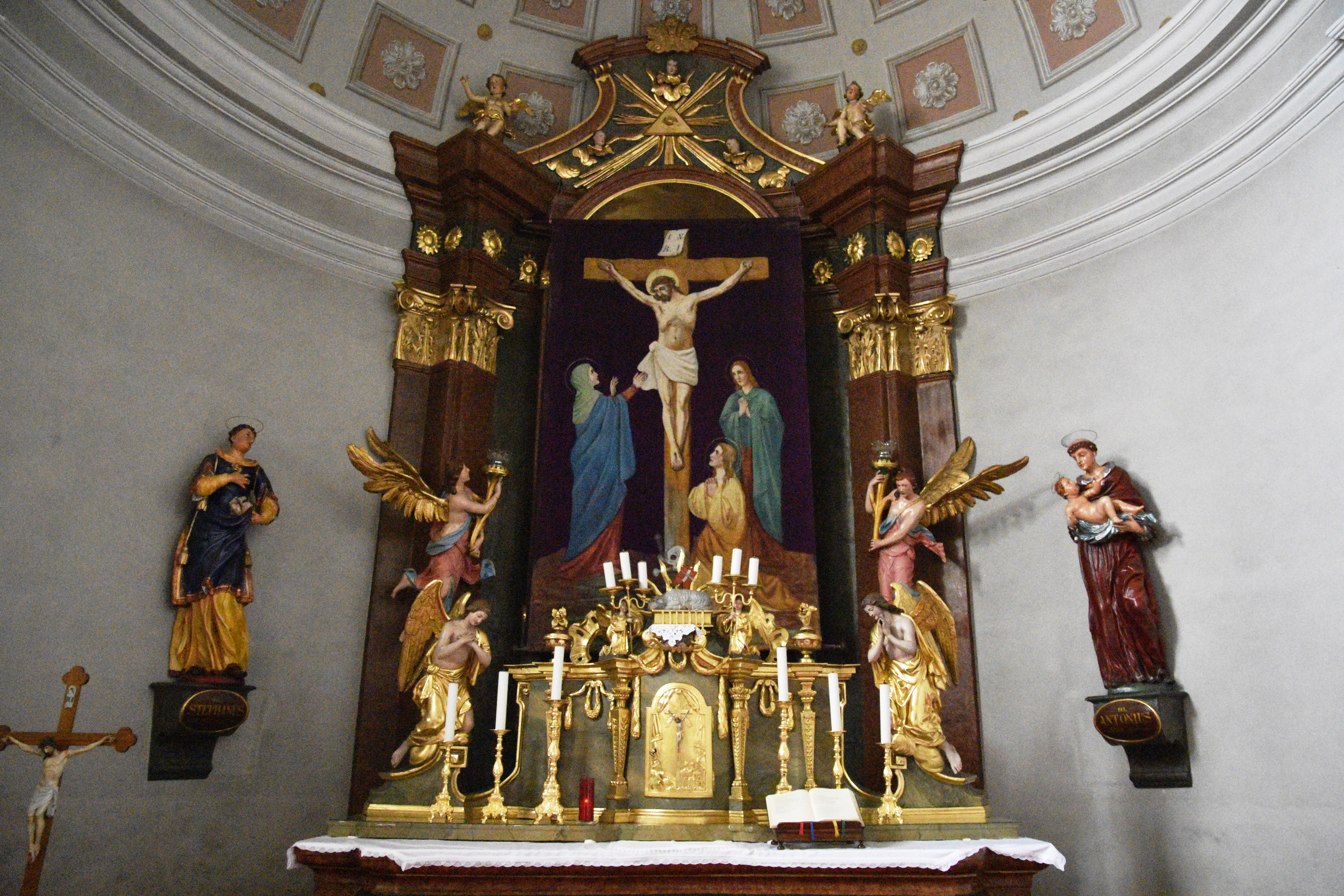
Hochaltar mit dem Martyrium des heiligen Wenzel

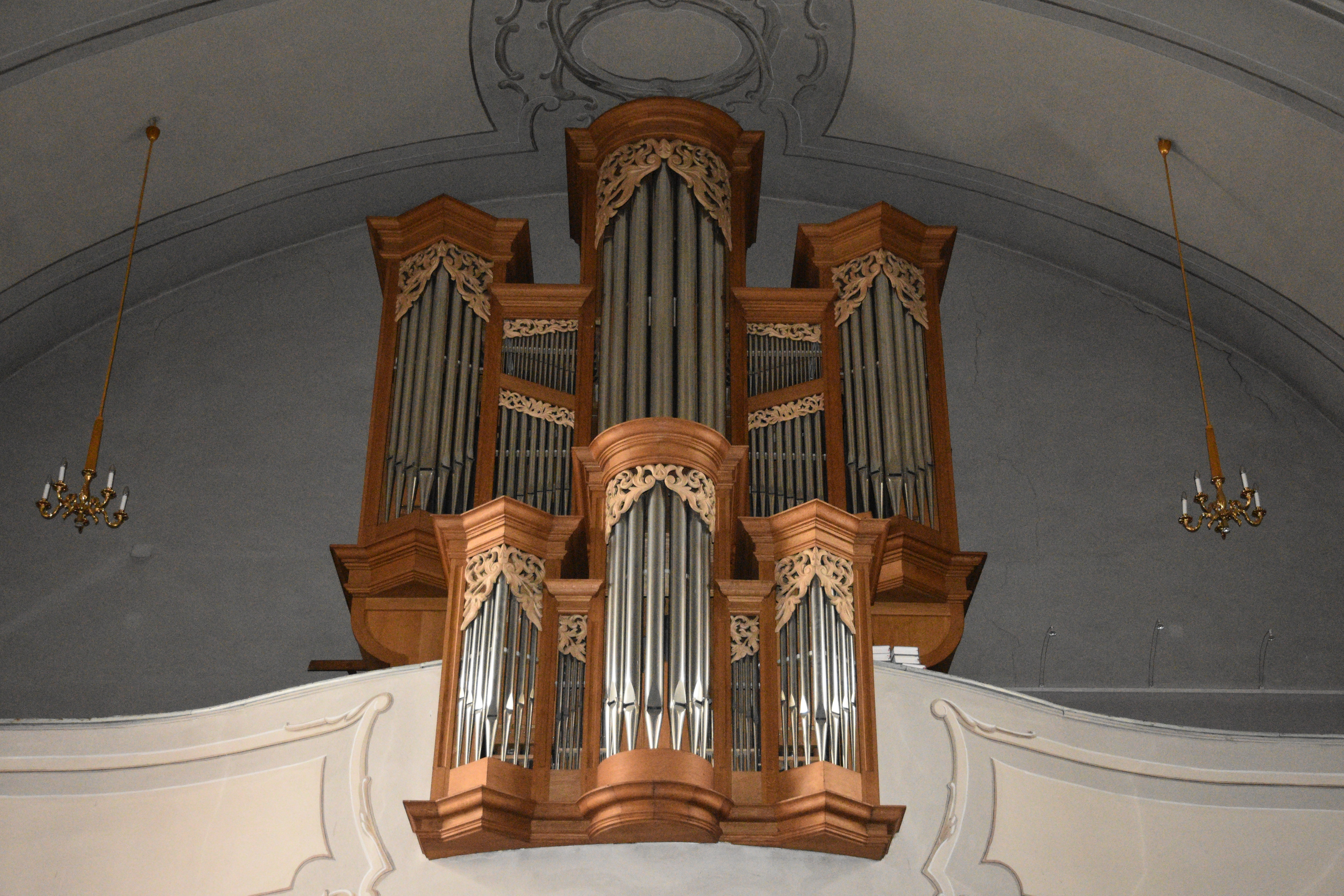
Kirchenorgel auf der Empore

Die römisch-katholische Pfarrkirche Steinberg an der Rabnitz steht in der Ortschaft Steinberg in der Gemeinde Steinberg-Dörfl im Bezirk Oberpullendorf im Burgenland. Sie ist dem heiligen Wenzel geweiht und gehört zum Dekanat Oberpullendorf in der Diözese Eisenstadt. Das Bauwerk steht unter Denkmalschutz.

## Geschichte
Die Pfarre wurde wahrscheinlich im Mittelalter gegründet und war danach zeitweise protestantisch. Die heutige Pfarre wurde in den Jahren 1647 bis 1651 errichtet. Die mittelalterliche Kirche stand an einem anderen Standort abseits des Marktes auf einem Berg. Die Reste des mittelalterlichen Kirchenbaus sind heute noch sichtbar. Der heutige klassizistische Kirchenbau stammt laut Inschrift mit Chronogram über dem Westportal aus dem Jahr 1785 und wurde 1914 renoviert. Laut der Inschrift auf dem Keilstein im Sakristeiportal wurde die Kirche 1954 restauriert. Der Turm wurde 1974 einer Außenrenovierung unterzogen.

## Kirchenbau
Kirchenäußeres
Die Kirche ist ein hoher einschiffiger Bau mit gleich hohem, eingezogenem Chor und halbrunder Apsis. Der dreigeschoßige Kirchturm ist vorgesetzt. Er wird durch einen gemauerten Zwiebelhelm bekrönt. Die Sakristei mit Volutengiebel schließt an der Westseite des Chores an. Das Nord- und das Westportal sind mit Zopfornamentik verziert.
Kircheninneres
Das Langhaus ist dreijochig. Es wird durch Doppelgurtbögen unterteilt, die auf ionischen Doppelpilastern ruhen. Dazwischen ist Platzlgewölbe. Die dreiachsige Empore ruht auf Tonnengewölbe und hat eine vor- und aufwärtsgeschwungene Brüstung. Der Triumphbogen ist rundbogig. Das Chorjoch ist tonnengewölbt.

## Ausstattung
Der Hochaltar aus der Zeit um 1785 ist ein hoher architektonischer Aufbau. Das bemerkenswerte Altarbild zeigt das Martyrium des heiligen Wenzel. Der Tabernakel ist mit Zopfornamentik verziert. Seitlich an der Wand stehen Figuren der Heiligen Antonius und Stephan sowie zwei große Leuchterengel. Der rechte Seitenaltar von 1785 ist dem heiligen Johannes Nepomuk geweiht. Im Aufbau mit Verzierungen im Rokoko-Stil steht eine Figur dieses Heiligen. Der linke Seitenaltar mit Lourdesgrotte wurde in der zweiten Hälfte des 19. Jahrhunderts errichtet.
Die Kanzel wurde um 1785 gebaut. Am Korb sind Reliefs, die die Schlüsselübergabe, die „Rückkehr des Verlorenen Sohnes“ und den „Paulussturz“ darstellen. Auf dem Schalldeckel steht eine Figur des Guten Hirtens.
Die silberne Rokoko-Ampel wurde um 1760 geschaffen. Die Orgel aus 1998 mit 20 Registern wurde von Herbert Gollini gebaut.